# 社会科学国際文献目録
社会科学国際文献目録（しゃかいかがくこくさいぶんけんもくろく、英: The International Bibliography of the Social Sciences、IBSS) は、社会科学および学際的研究のための書誌データベースである。

## 解説
このデータベースは、人類学、経済学、政治学、社会学などの社会科学分野、および開発学、人文地理学、環境学、ジェンダー研究などの関連する学際的分野に焦点を当てている。1951年にパリ政治学院（Fondation Nationale des Sciences Politiques）によって設立された。1989年にロンドン・スクール・オブ・エコノミクスに、さらに2010年にProQuestに移管された。